# Lucanus fujitai
Lucanus fujitai là một loài bọ cánh cứng trong họ Lucanidae. Loài này được Katsura mô tả khoa học năm 2002.